# Echemella quinquedentata
Echemella quinquedentata är en spindelart som beskrevs av Embrik Strand 1906. Echemella quinquedentata ingår i släktet Echemella och familjen plattbuksspindlar.
Artens utbredningsområde är Etiopien. Inga underarter finns listade i Catalogue of Life.